# Xabier Bengoetxea Iparraguirre
Xabier Bengoetxea Iparraguirre (Zubieta, 13 de desembre de 1965) és un exfutbolista basc, que ocupava la posició de defensa, Va desenvolupar la major part de la seva carrera futbolística a la Reial Societat, entre els anys 1985 i 1991. club del qual seria posteriorment vicepresident esportiu, sota la presidència de José Luis Astiazarán.
Debutà a primera divisió amb la Reial Societat la temporada 1985-86, tot jugant un encontre. Els següents dos anys seguiria tenint aparicions esporàdiques amb l'equip donostiarra, fins a la seua consolidació a la 88/89, en la qual hi disputa 33 partits. Seria titular amb la Reial Societat fins a la temporada 90/91, i va disputar 128 partits amb l'equip. L'estiu de 1991 va fitxar pel Real Burgos. Al quadre castellà continuaria sent titular, tant primer a la màxima categoria com després a la categoria d'argent.
És llicenciat en dret per la Universitat del País Basc i fou president de l'empresa d'electrodomèstics Fagor des del maig de 2013 fins al 2014. Després treballa a Edesa i des del març de 2016 fins al juny de 2017 treballà a Adwen. Fou el màxim responsable de l'àrea de recursos humans de Siemens Gamesa des del juny de 2017 fins al 27 de novembre del mateix any, quan fou cessat del càrrec (tot i que continuà com a treballador de l'empresa).